# Sekswerker

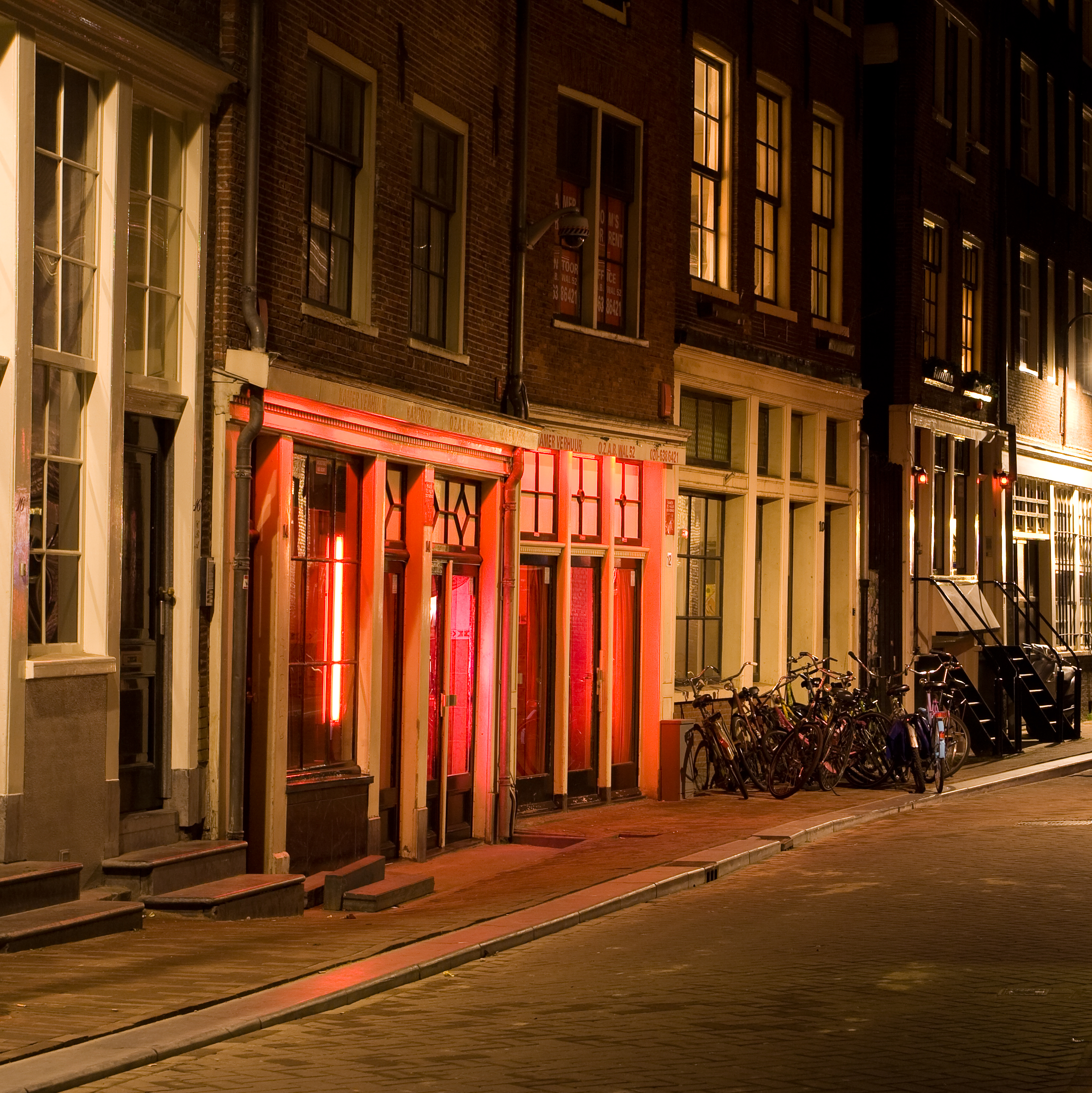
Raamprostitutie in Amsterdam op 'de Wallen'.

Een sekswerker is een persoon die tegen betaling seksuele handelingen verricht met of voor een ander. 
Onder sekswerkers die seksuele handelingen verrichten met een ander vallen prostitués werkzaam binnen bijvoorbeeld raamprostitutie, prostitutie in clubs (bordelen, privéhuizen, massagesalons, parenclubs), thuisprostitutie, escortservice en straatprostitutie. Onder sekswerkers die seksuele handelingen verrichten voor een ander vallen onder meer strippers,  seks- en peepshowperformers en camwerkers.
De term sex worker werd rond 1980 geïntroduceerd door de Amerikaanse prostitué en activist Carol Leigh (1951-2022) en verscheen vanaf 1984 in gedrukte media. Leigh protesteerde tegen de eenzijdige omschrijving van prostitutie als seksueel misbruik. De term sekswerker werd vervolgens opgeworpen tijdens een feministische conferentie in San Francisco in 1979, omdat het de nadruk legt op 'dienstverlener' in plaats van op de klant. 
Sekswerkers voorzien geheel of gedeeltelijk in hun levensonderhoud met sekswerk. Sekswerkers richten zich soms op een specifieke doelgroep zoals fetisjisten of personen met een lichamelijke handicap.
Sinds de 20e eeuw is er een wereldwijde beweging van sekswerkers die zich inzetten voor sekswerkersrechten.

## Nederland
In Nederland werden de belangen van sekswerkers sinds 1985 behartigd door De Rode Draad, en sedert 2015 door PROUD, opgericht door Mariska Majoor.

## België
In België kwam de sekswerkersbeweging op gang in de jaren 1980-1990. In de eerste jaren lag de focus voornamelijk op gezondheid en veiligheid. In 1987 ging Payoke, opgericht door kunstlerares Patsy Sörensen, van start. In 2015 werd het UTSOPI (Union des Travailleur.se.s du Sexe Organisé.e.s) opgericht in Brussel door (voormalig) sekswerkers Sonia Verstappen, Maxime Maes en Marie (werknaam). Op 1 december 2024 werd een speciaal en beschermend statuut ingevoerd met de voorwaarden om legaal sekswerkers tewerk te stellen, een primeur.
Bijna alle sekswerkersorganisaties over de hele wereld zijn voorstander van de decriminalisering van sekswerk en meestal is dat ook hun hoofddoel.

## Gelegenheidssekswerk
Een categorie binnen het sekswerk valt te typeren als 'gelegenheidssekswerk' of ook wel 'onregelmatig sekswerk'. Deze groep bestaat uit sekswerkers die niet continu en volledig de kost verdienen met sekswerk. Ze zien zichzelf vaak ook niet (primair) als sekswerker. Historisch gezien is dit een veelvoorkomende vorm van sekswerk. Veel vrouwen uit met name de lagere arbeidersklasse grepen naar sekswerk als andere werkzaamheden hen niet van voldoende loon voorzagen om hen in leven te houden. Dit fenomeen was in de 19e eeuw terug te vinden in de grotere steden in Europa, zoals Londen en Parijs, maar ook in kleinere steden zoals Amersfoort, waar het sterk geassocieerd werd met de kermis.

Heden ten dage kunnen meer moderne vormen van sekswerk ook als gelegenheidssekswerk beschouwd worden. Zo kunnen lang niet alle producenten op OnlyFans volledig rondkomen van hun OnlyFans-kanaal en zien zij zich vaak niet primair als sekswerker.
- Interview met Yvette Luhrs, (toenmalig) voorzitter PROUD over sekswerkers, NPO 3, Rauwkost, februari 2017
- Praatprogramma Vlaams Parlement over seksuele dienstverlening voor zorgbehoevenden, juni 2018

 Portaal seksualiteit